# Milichiella bakeri
Milichiella bakeri är en tvåvingeart som beskrevs av Aldrich 1931. Milichiella bakeri ingår i släktet Milichiella och familjen sprickflugor. Inga underarter finns listade i Catalogue of Life. Artens utbredningsområde är Filippinerna och Indonesien.